# Сан Ђовани-Колефратале (Асколи Пичено)
Сан Ђовани-Колефратале (итал. San Giovanni-Collefrattale) насеље је у Италији у округу Асколи Пичено, региону Марке.
Према процени из 2011. у насељу је живело 64 становника. Насеље се налази на надморској висини од 837 м.